# Joana Bolena, Viscondessa Rochford
Joana Bolena, Viscondessa Rochford (nascida Joana Parker, em inglês: Jane Boleyn, c. 1505 - 13 de fevereiro de 1542) era filha do Barão Morley e sua esposa, Alice St. John. Foi uma nobre inglesa que viveu durante o reinado de Henrique VIII de Inglaterra. Ela era concunhada de Henrique VIII por ser cunhada da sua segunda esposa Ana Bolena, por casamento com Jorge Bolena, e dama de companhia da sua quinta esposa Catarina Howard, com quem ela foi executada. Era formalmente conhecida como Lady Rochford.

## Vida na corte de Henrique VIII
Quando tinha quinze anos, Joana foi mandada para à corte, onde serviu à rainha Catarina de Aragão, primeira esposa de Henrique VIII. Sua posição como dama de companhia de Catarina foi de destaque. Em 1520, Joana foi uma das damas do séquito da rainha que acompanharam a comitiva real inglesa à sua famosa visita à França de Francisco I, tal visita ficou conhecida como Campo de Tecido de Ouro. Em 1525, ela se casou com Jorge Bolena, Visconde de Rochford e ficou conhecida como Senhora Rochford. No que diz respeito ao seu casamento com Jorge Bolena, há contradições sobre a felicidade do casal. Eles não tiveram filhos, mas ao que tudo indica, Joana era apaixonada pelo marido, embora os sentimentos desse em relação a ela sejam desconhecidos. Sabe-se, no entanto, que lorde Rochford era um jovem atraente e dado à promiscuidades, tal comportamento provavelmente em nada contribuiu para a paz doméstica do casal. Joana é no geral tida como invejosa em relação às suas cunhadas, Ana e Maria Bolena, pois estas recebiam mais atenção da corte e do próprio Jorge do que ela própria. Em 1536, Jane supostamente alegou em seu testemunho de acusação contra a rainha Ana e o marido que havia uma "familiaridade incomum" entre eles. Tais palavras certamente tiveram um peso considerável no processo de julgamento de Ana e Jorge, que acabaria por condená-los à morte.
Nenhum retrato de Joana é conhecido, mas ela devia ser bonita, uma vez que foi escolhida para encenar uma mascarada da corte em 1522 e nenhuma das sete moças escolhidas poderia deixar de ser atraente, para os costumes da época. Nessa mascarada (ou peça), chamada Château Vert, ela representou a virtude "Honra". Quando Ana Bolena foi coroada Rainha da Inglaterra em 1533, lady Rochford foi nomeada como uma de suas principais damas de companhia. 
Como era cunhada da rainha, sua posição na corte era de grande importância. Apesar da sua proximidade com Ana, Joana provavelmente não gostava dela. Os motivos de sua antipatia são pouco claros, porém, a família Parker era reconhecidamente católica (e simpatizante da causa da princesa Maria Tudor, filha de Catarina de Aragão). Ana Bolena era vista pela facção católica como a grande responsável pela introdução da "nova religião" (protestantismo) no reino da Inglaterra. Como Joana era católica, é natural que nutrisse sentimentos negativos em relação à cunhada. 
Em 1536, o marido de Joana foi a julgamento, por incesto com a irmã e por traição ao rei, além de ser acusado de bruxaria. Ele foi executado algum tempo depois, e teria sido Joana quem testemunhou contra ele, sendo que seu testemunho poderia ter sido o que o levou à morte, embora o fato seja tido como contraditório pelos historiadores. Na mesma época que Jorge, também foi executada Ana Bolena, cunhada de Joana. Após a morte de Jorge, Lady Rochford manteve-se afastada da corte por um certo período. Entretanto, voltou não muito tempo depois. Ela tornou-se dama da nova rainha de Henrique VIII, Jane Seymour, mãe do futuro rei Eduardo VI. 
A rainha Jane morreu poucos dias depois de ter concebido o herdeiro do trono, presumivelmente de febre peurperal (febre do parto). Em 1540, Henrique VIII casou-se pela quarta vez. A alemã Ana de Cleves, cunhada do Príncipe da Saxônia e irmã do duque de Cleves, foi a escolhida. Lady Rochford permaneceu como dama de honra desta rainha, porém em uma posição menos ilustre que no reinado das consortes anteriores. Alguns meses depois, o rei conseguiu a anulação de seu casamento com Ana, e Joana foi uma das peças-chave na consolidação desse processo, pois, juntamente a outras cortesãs, testemunhou a não consumação carnal do casamento real. A própria rainha confidenciou à suas damas que o rei não havia consumado o matrimônio. Meses depois, ela passou a servir Catarina Howard, quinta rainha de Henrique, como sua dama de companhia, e rapidamente tornou-se uma de suas senhoras favoritas. Evidentemente, Joana exerceu uma grande influência sobre a adolescente Catarina, que havia sido aia da antecessora Ana de Cleves. 
O reinado da jovem Howard foi muito curto, pois menos de um ano após seu casamento com Henrique, o passado promíscuo da rainha veio à tona. Além de um histórico sexual inapropriado, Catarina possuía um favorito na corte, o belo e charmoso Thomas Culpepper. Lady Rochford era a responsável por organizar os encontros secretos de sua senhora com o atraente cavaleiro. Os motivos que levaram Joana a participar desse enlace perigoso é desconhecido, mas as cartas que a rainha enviou ao seu suposto amante provam o quanto Joana estava envolvida. Quando o rei descobriu a verdade sobre sua esposa, procurou esclarecer o ocorrido. Catarina negou inicialmente, mas depois confessou a verdade. Thomas Culpeper admitiu que tinha intenção de dormir com a rainha e apontou Lady Rochford como a organizadora dos encontros privados entre ele e Catarina. Além do mais, Culpeper disse que Joana o induziu a iniciar um romance com a rainha. Lady Rochford foi enviada a Torre de Londres, como prisioneira de elevado nascimento, e a rainha foi mantida sob custódia na Abadia de Syon. Joana não foi torturada devido à seu status como filha do barão de Morley e viscondesa de Rochford. No entanto, a pressão psicológica do cárcere fez com que sua mente sucumbisse e no início de 1542 foi declarada louca. 
No dia 13 de fevereiro de 1542, Lady Rochford e a rainha Catarina foram julgadas e decapitadas em uma execução pública. A ex-consorte, no momento de sua execução, estava fraca e trêmula, mas fez um discurso razoável e admitiu seus pecados. Joana foi morta após a sua senhora, e segundo várias fontes, fez um longo discurso e também admitiu muitos pecados. Está enterrada na  Capela Real de São Pedro ad Vincula, na Torre de Londres.

## Na história
No geral, Joana Bolena é tida como uma das mulheres vilãs de seu tempo, tendo levado (possivelmente) o próprio marido e a cunhada à morte, mas há muitas contradições a respeito e recentes análises históricas do fato o contestam.